# تیم ملی فوتبال زیر ۲۱ سال فنلاند
تیم ملی فوتبال زیر ۲۱ سال فنلاند (انگلیسی: Finland national under-21 football team) یا تیم ملی فوتبال جوانان فنلاند، نماینده کشور فنلاند در مسابقات فوتبال جوانان اروپا و جهان است که زیر نظر اتحادیه فوتبال فنلاند فعالیت می‌کند.